# SOS Méditerranée
SOS Méditerranée ist ein europäisches Netzwerk zur zivilen Seenotrettung im Mittelmeer. Die Nichtregierungsorganisation charterte von 2016 bis 2018 die Aquarius und seit 2019 die Ocean Viking als Rettungsboote für die Suche und Rettung von in Seenot geratenen Menschen im Mittelmeer. Das europäische Netzwerk wurde 2015 vom deutschen Kapitän Klaus Vogel und der Französin Sophie Beau gegründet, nachdem die italienische Marine die Rettungsoperation Mare Nostrum 2014 eingestellt hatte. Seit Beginn der Einsätze wurden nach eigenen Angaben über 37.000 Menschen im zentralen Mittelmeer aus Seenot gerettet. Der Hauptsitz von SOS Méditerranée ist in Marseille, Frankreich.

## Europäische Migration

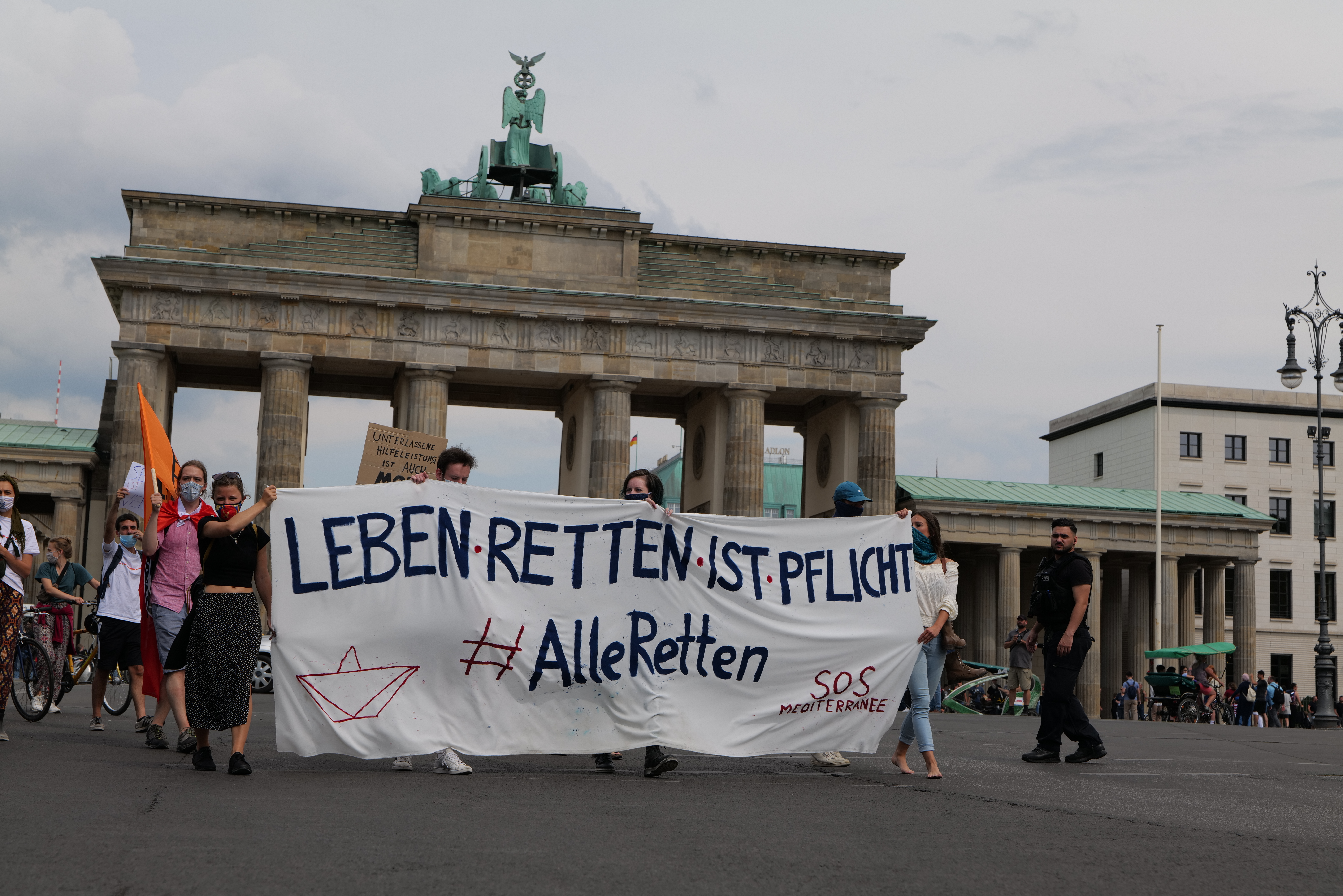
SOS-Méditerranée-Unterstützer auf der Demonstration der Seebrücke 2020 in Berlin

Die Organisation wurde bekannt durch ihre Aktionen während der Flüchtlingskrise in Europa und die Rettung von Menschen in den internationalen Gewässern vor der libyschen Küste. Sie übernahm die medizinische Versorgung der Überlebenden an Bord, ehe sie in einem sicheren europäischen Hafen meist in Italien und Malta von Bord gehen konnten. Seit Beginn der zivilen Seenotrettung 2015 wurden mit der Aquarius mehr als 29.000 Leben gerettet. Der italienische Innenminister und Vorsitzende der rechtsgerichteten Partei La Lega Matteo Salvini bezeichnete sie deshalb 2018 verächtlich als „Taxiservice für Migranten“ und verbot dem Rettungsboot die Einfahrt nach Italien und Malta. SOS Méditerranée kooperiert mit Ärzte ohne Grenzen. Es kam 2017 zu mehreren Zusammenstöße mit der libyschen Küstenwache, trotzdem wurden die Such- und Rettungsaktionen in internationalen Gewässern nördlich von Libyen fortgesetzt.

## Europäisches Netzwerk
SOS Méditerranée arbeitet als europäisches Netzwerk mit Vereinen in Frankreich, Deutschland, Italien und der Schweiz, welche die Rettungsboote Aquarius (2015–2018) und Ocean Viking (seit 2019) gemeinsam betreiben und finanzieren. Die medizinische Versorgung wurde seit 2016 von Ärzte ohne Grenzen sichergestellt. Ende 2021 löste sich der deutsche Verein aus dem europäischen Verbund von SOS Méditerranée und betreibt unter dem Namen SOS Humanity ein eigenes Schiff. SOS Méditerranée Deutschland setzt die Arbeit im europäischen Netzwerk als gGmbH fort.

## Geschichte

### Gründung
Am 4. Mai 2015 wurde der Verein SOS Méditerranée Deutschland e. V. auf Initiative des Kapitäns und Historikers Klaus Vogel in Berlin gegründet. Ziel Vogels und seiner Mitstreiter war es flüchtende Menschen im Mittelmeer zu retten und in Sicherheit zu bringen. Neben dem deutschen Verein gründeten sich auch gleichnamige Vereine in Frankreich, Italien und der Schweiz. Gemeinsam im europäischen Verbund SOS Méditerranée retteten die vier Vereine bis Ende 2021 nach eigenen Angaben insgesamt 34.631 Menschen aus Seenot im zentralen Mittelmeer.

### 2016–2018: Rettungseinsätze mit derAquarius

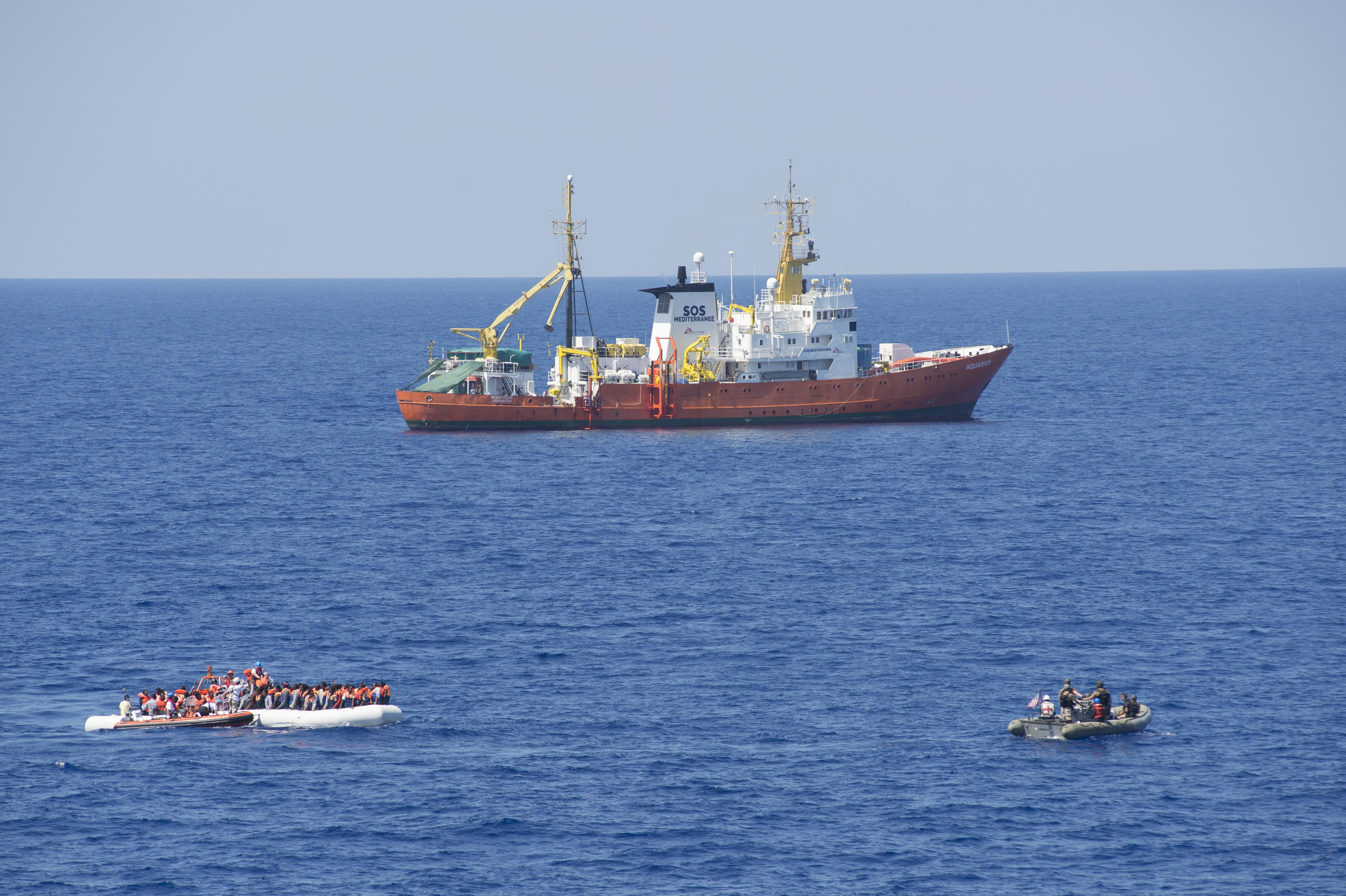
Von 2016 bis 2018 charterte SOS Méditerranée die Aquarius für den Einsatz zur Seenotrettung. Im Bild ein Rettungseinsatz des Schiffes im Juli 2016

SOS Méditerranée charterte im Januar 2016 das unter der Flagge Gibraltars fahrende Vermessungsschiff Aquarius. Die Organisation setzte das frühere Fischereischutzschiff der deutschen Küstenwache in internationalen Gewässern vor der libyschen Küste zur Seenotrettung ein. An Bord des 77 Meter langen Schiffs war bei guten Bedingungen Platz für mindestens 500 Gerettete, zwei schnelle Beiboote („RHIBs“) sowie Stauraum für Rettungsmaterial und Vorräte. Frauen und Kinder konnten in einem separaten Schutzraum untergebracht werden. Es gab eine Bordklinik und rund 30 Kabinen für die Besatzung, die Rettungskräfte und das medizinische Team. Von Februar bis April 2016 wurden die Rettungseinsätze in Kooperation mit der Organisation Ärzte der Welt durchgeführt, ab Mai 2016 wurde die Partnerschaft mit der Organisation Ärzte ohne Grenzen fortgesetzt.
Die Rettungseinsätze des Vereins wie der anderen im zentralen Mittelmeer operierenden NGOs erfolgen nach internationalem Seerecht. Demnach müssen Menschen in Seenot sofort durch in ihrer Nähe befindliche Schiffe geborgen werden, eine (medizinische) Erstversorgung erhalten und an einen sicheren Ort (Place of Safety) gebracht werden.
Gemäß der SOLAS-Konvention, einer UN-Konvention zur Schiffssicherheit von 1974, werden Rettungsoperationen im zentralen Mittelmeer in Abstimmung mit den Seenotrettungszentralen (englisch Maritime Rescue Coordination Center, kurz MRCC) der Anrainerstaaten Italien, Malta und Libyen durchgeführt. Bis Mai 2018 war Italien de facto für die Koordination aller Rettungseinsätze in internationalen Gewässern südlich von Lampedusa verantwortlich. Die italienische Seenotrettungsleitstelle in Rom informierte über Boote in Seenot und beauftragte anwesende Schiffe, darunter zivile Rettungsschiffe, mit der Rettung. Seit der Übertragung der Such- und Rettungs-Zone (englisch Search and Rescue, SAR) von Italien auf Libyen, die von der Internationalen Seeschifffahrts-Organisation im Juni 2018 offiziell anerkannt wurde, hat die von der EU finanzierte und geförderte libysche Küstenwache die Koordination von Rettungseinsätzen in der libyschen SAR-Zone übernommen.
Gemäß der SOLAS-Konvention fragen Seenotrettungsorganisationen wie SOS Méditerranée im Anschluss an eine Rettung bei der zuständigen Rettungsleitstelle die Zuweisung eines sicheren Ortes zum Anlanden an. Die aus Seenot Geretteten werden entsprechend den Anweisungen an Land gebracht. SOS Méditerranée erklärt jedoch unter Verweis auf systematische Menschenrechtsverletzungen in Libyen, dass Libyen nicht als sicherer Ort gelten kann. Geflüchtete werden in Libyen inhaftiert und sind Sklaverei, Vergewaltigung, Folter und Erpressung ausgesetzt. Auch die Flüchtlingshilfsorganisationen der Vereinten Nationen (UNHCR, IOM) betonen, dass aus Seenot gerettete Menschen im zentralen Mittelmeer nicht nach Libyen zurückgebracht werden dürfen.

### Ab 2019: Rettungseinsätze mit derOcean Viking
Ab 2019 chartert SOS Méditerranée das Rettungsschiff Ocean Viking. Medizinischer Partner war bis Ende Juli 2020 weiterhin Ärzte ohne Grenzen. Seitdem hat SOS Méditerranée ein eigenes medizinisches Team an Bord beschäftigt. Im September 2021 übernahm die Internationale Föderation der Rotkreuz- und Rothalbmondgesellschaften diese Aufgabe teilweise.
Die Ocean Viking wurde 1986 gebaut. Sie ist als Frachtschiff beim Norwegian International Ship Registry (NIS) registriert und fährt unter norwegischer Flagge. Das Schiff diente zuvor als Versorgungs- und Rettungsschiff für die Öl- und Gasindustrie in der Nordsee. Es hat eine Länge von 69,3 Metern und eine Schiffsbreite von 15,5 Metern. Vor der ersten Seenotrettungsmission im zentralen Mittelmeer wurde das Schiff zu einem Rettungsschiff umgebaut. Das Schiff ist mit vier schnellen Beibooten ausgerüstet, mit denen die Schiffbrüchigen an Bord gebracht werden. Außerdem verfügt es über eine Bordklinik für die ärztliche Versorgung sowie einen separaten Schutzraum für Frauen und Kinder.
Zu ihrem ersten Einsatz brach die Ocean Viking Ende Juli 2019 mit einer 31-köpfigen Crew auf: 13 Mitglieder des Such- und Rettungsteams stellte SOS Méditerranée, neun Crewmitglieder stellte Ärzte ohne Grenzen und neun weitere Mitglieder gehörten der von der Reederei gestellten maritimen Schiffscrew an. Seit Sommer 2020 ist die Ocean Viking zusätzlich mit dem „Dienstmerkmal Rettung“ durch die Klassifizierungsgesellschaft RINA als Rettungsschiff registriert.

### Seenotrettung während der COVID-19-Pandemie
Im Zuge der COVID-19-Pandemie veränderten sich auch für SOS Méditerranée die Arbeitsbedingungen erheblich, im Februar 2020 musste die Crew der Ocean Viking als erstes ziviles Rettungsschiff nach der Rettung von 276 Menschen für zwei Wochen an Bord in Quarantäne gehen. Mit Verweis auf die COVID-19-Pandemie schlossen mehrere EU-Staaten Anfang April 2020 ihre Häfen für aus Seenot gerettete Menschen. Da weder die Ausschiffung Geretteter in sicheren Häfen noch die Gesundheit der Besatzung und der geretteten Menschen an Bord der Ocean Viking unter diesen Bedingungen vollständig gesichert werden konnte, stellte SOS Méditerranée die Rettungseinsätze vorübergehend ein.
Im Juni 2020 startete SOS Méditerranée den ersten Rettungseinsatz nach der pandemiebedingten Pause. Die Crew befolgte strenge Präventivmaßnahmen, um das Ansteckungsrisiko für die Besatzung auf ein Minimum zu reduzieren. So begaben sich die Mitglieder des Rettungsteams vor dem Einsatz in eine 14-tägige Selbstisolation.
Am 22. Juli 2020 fand eine elfstündige Schiffsinspektion durch die italienischen Behörden statt, in deren Anschluss die Ocean Viking in Italien festgesetzt wurde. Als Hauptgrund führten die Behörden an, dass das Schiff mehr Personen befördert habe, als die Anzahl, für die es zertifiziert sei. Zuvor waren bereits andere Rettungsschiffe von zivilen Seenotrettungsorganisationen in Italien festgesetzt worden, u. a. die Alan Kurdi der Organisation Sea-Eye und die Sea-Watch 3 des gleichnamigen deutschen Vereins. Erst Ende Dezember 2020 wurde die Ocean Viking nach verschiedenen technischen Aufrüstungen wieder frei gelassen.

## Aquarius
Das Schiff wurde bis 2009 als Fischereischutzschiff eingesetzt. Es ist robust, bietet unter Deck viel Platz und hat sich daher gut für den ganzjährigen Einsatz als Rettungsschiff im Mittelmeer bewährt.
- Maße: Länge 77 m, Breite 11,8 m, Tiefgang 5,6 m
- Besatzung: Nautische und technische Besatzung von 10 Personen, dazu Such- und Rettungsteam sowie medizinisches Personal
- Rettungskapazität: 200 – 550 Personen
- Kosten pro Tag: 11.000 €

SOS Méditerranée charterte die Aquarius von Februar 2016 bis Oktober 2018, anschließend wurden die Rettungseinsätze mit der Ocean Viking fortgesetzt.

## Ocean Viking
Am 21. Juli 2019 startete SOS Méditerranée einen neuen Rettungseinsatz vor der libyschen Küste mit dem neuen Rettungsboot Ocean Viking. Der Einsatz wird von den norwegischen Behörden unterstützt, das Schiff ist dort registriert. Für das Schiff zahlt die Organisation 14.000 € pro Tag.
Das 69 m lange und 15 m breite Schiff wurde 1986 gebaut für den Einsatz als Unterstützungsschiff für Ölplattformen in der Nordsee. Als Rettungsschiff wird die Ocean Viking von etwa dreißig Personen betrieben (neun Besatzungsmitglieder, ein Such- und Rettungsteam und medizinisches Personal) und kann bis zu 200 Überlebende aufnehmen. Sie fährt schneller und ist besser ausgerüstet als die Aquarius. Mikrofone und Kameras an Bord ermöglichen es, alles, was an Bord und um das Schiff herum geschieht, aufzuzeichnen, um gegebenenfalls nachzuweisen, dass der Betrieb innerhalb eines legalen Rahmens erfolgt.
Auch während der Corona-Pandemie 2021 setzte SOS Méditerranée die lebensrettenden Einsätze mit der Ocean Viking fort.

## Finanzierung
SOS Méditerranée ist gemeinnützig tätig und wird hauptsächlich durch private und öffentliche Spenden finanziert.
Als Partner beteiligt sich Ärzte ohne Grenzen an den monatlichen Kosten für die Aquarius und die Ocean Viking und stellt das medizinische Team an Bord.
2020 nahm der deutsche Verein SOS Méditerranée e. V. 1.737.399 Euro an Spenden ein, davon gut die Hälfte Privatspenden, etwa 40 Prozent sind Fördermittel von Partnerorganisationen. Die Gesamtausgaben im Jahr 2020 beliefen sich auf 1.642.056 Euro, davon wurden drei Viertel für direkte Projektkosten in der Seenotrettung ausgegeben.

## Auszeichnungen
- 2016 Schwarzkopf-Europa-Preis[33]
- 2016 Europäischer Bürgerpreis[34]
- 2016 Carl-von-Ossietzky-Medaille[35]
- 2017 Deutsch-Französischer Medienpreis[36]
- 2017 UNESCO-Félix Houphouët-Boigny-Friedenspreis[37]
- 2020 Nominierung von Gründer Klaus Vogel und von Sophie Beau für den Aurora-Preis zur Förderung der Menschlichkeit[38]
- 2021 Bundesverdienstkreuz am Bande für Klaus Vogel[39]
- 2023 Right Livelihood Award[40]

## Veröffentlichungen
- Völkerrecht über Bord – wie die EU die Verantwortung für Seenotrettung im zentralen Mittelmeer auslagert, SOS Méditerranée, November 2020 (als pdf verfügbar)

- Hippolyte: Le murmure de la mer, Editions Les Arènes, Paris 2024. (ISBN 9791037511560)